# CD 싱글
CD 싱글(CD single, 때로 줄여서 CDS)는 표준 크기의 콤팩트 디스크 형식이다. 비슷한 형태의 미니 CD 싱글과 착각해선 안 된다. 이 포맷은 1980년대 중반에 소개되었으나 시장에서 일정한 지분을 차지하게 되는 것은 1990년대 초의 일이다. 2010년 초부터 디지털 다운로드가 우세해짐에 따라 CD 싱글의 판매량은 하락일로를 걷고 있다.
상업용 CD 싱글은 두 개의 곡에서 EP처럼 6개의 곡까지 수록됨에 따라 그 길이가 달라질 수 있다. 어떤 것은 한 곡 혹은 다양한 곡의 다중 믹스를 수록할 수도 있으며 어떨 때는 수집용 포스터, 더 나아가서는 뮤직비디오까지 담는 경우가 있다. 국가에 따라 노래의 개수가 한정될 수 있고 각 싱글 차트에 따라서 판매량의 집계가 달라질 수 있다.

## 역사
다이어 스트레이츠의 〈Brothers in Arms〉 (1985)가 세계 최초의 CD 싱글로 보고된다. 이 싱글은 홍보용으로서 영국에서 두 개의 분리된 싱글로 출시되었고, 하나는 1985년 라이브 투어의 로고가 붙여져 있고 다른 하나는 1986년 호주 투어를 기념하는 것이다. 네 개의 트랙이 수록돼 있고 굉장히 한정된 수량이 생산되었다. CD 싱글가 영국 싱글 차트에서 받아들여진 것은 1987년으로, 처음 1위를 차지한 것은 그해 5월 휘트니 휴스턴의 〈I Wanna Dance with Somebody (Who Loves Me)〉였다.
미니 CD 싱글 형식은 1980년대 말 싱글의 쓰임새로 탄생한 것이었지만, 그리 성과를 거두지 못했다. 미국에서는 특히 더 그랬다. 작은 CD의 경우에서는 일본에서 성공했고, 최근에는 셔츠 주머니에 꼭 맞는다는 "포켓" CD로 홍보되면서 유럽에서 유행했다. 1989년경에는 CD3가 미국에서 쇠퇴했고 일명 CD-5로 불리는 5인치 CD 싱글로 대체되었다.

## 같이 보기
- 싱글 (음악)
- A면과 B면
- 익스텐디드 플레이
- 음악 다운로드